# Ambassade de France au Canada

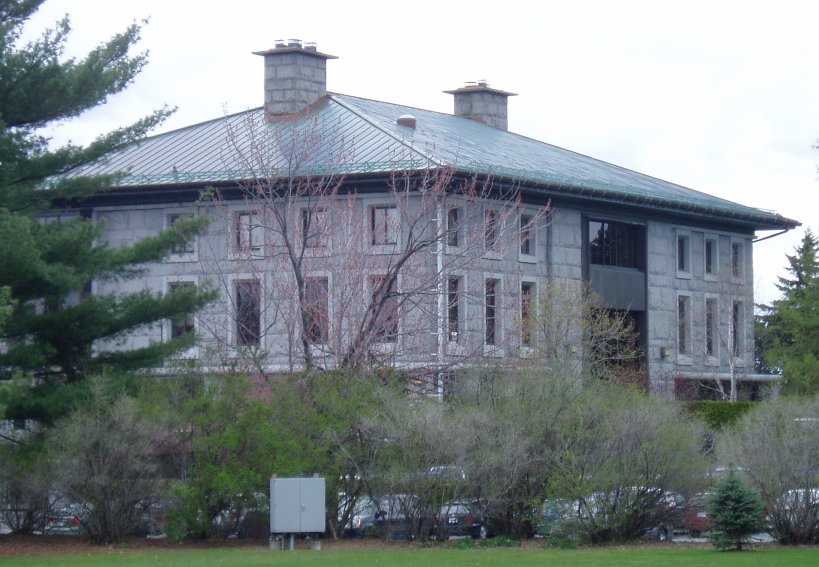
Ambassade de France à Ottawa.

L'ambassade de France au Canada est la représentation diplomatique de la République française au Canada. Elle est située à Ottawa, la capitale du pays, et son ambassadeur est, depuis 2022, Michel Miraillet.

## Ambassade
L'ambassade est située sur la Promenade Sussex (Sussex Drive), à Ottawa, au numéro 42. Elle n'accueille plus de consulat depuis le 1er juillet 2005.

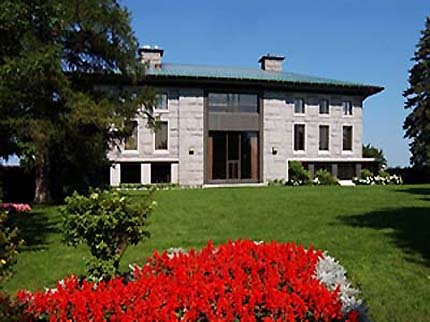
Résidence de l'ambassadeur de France au Canada.

Voisine de la résidence du Premier ministre canadien, qui se situe au 24 de la même rue, elle surplombe la rivière des Outaouais et les Chutes Rideau, dans le quartier de New Edimburgh, à proximité immédiate du centre-ville.
Inaugurée en 1939, cette mission diplomatique conçue par l'architecte Eugène Beaudouin dans le style Art déco est remarquable par sa richesse architecturale et artistique. La décoration des portes de bronze du grand salon a été réalisée par Robert Cami (1900 - 1975).
Abritant à la fois la résidence de l’ambassadeur et les services de l’ambassade, cette bâtisse en granit gris s’élève sur trois étages et s’organise autour du grand hall. Cette pièce principale arbore un mobilier ainsi que des décorations elles aussi de style Art-Déco, notamment des tapisseries de Marcel Gromaire, représentant les quatre saisons : l’hiver canadien, le printemps parisien, l’été de Saint-Malo et l’automne québécois.

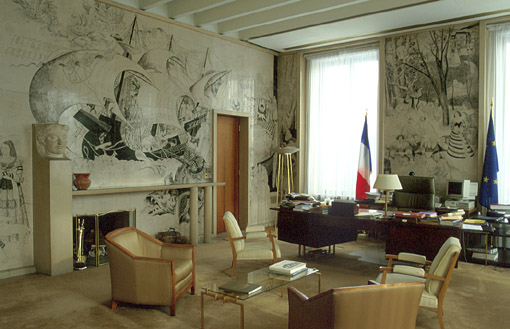
Le bureau de l'ambassadeur.

Un escalier de marbre rose massif permet d’accéder au premier étage et conduit à la galerie qui surplombe le grand hall et dessert les pièces de réception – salle à manger, salon rond, grand salon et fumoir – ainsi que le bureau de l’ambassadeur. Toutes ces pièces affichent des décorations qui mettent en avant les liens d’amitié qu’entretiennent la France et le Canada, à l’instar du bas-relief de la galerie qui représente le monument élevé à Vimy en l’honneur de la victoire héroïque remportée par les soldats canadiens pendant la Première Guerre mondiale ou les murs du bureau des ambassadeurs gravés par Charles-Émile Pinson sur le thème de la découverte du Canada par les Vikings en l’an mil et de la Nouvelle-France.
Quant à la salle à manger, elle est ornée d'une décoration murale commandée par le ministre de l'Éducation nationale Albert Sarraut au peintre Alfred Courmes en 1938. Cette œuvre, La France heureuse, couvre une surface de cent vingt mètres-carrés.
L'ambassade est aussi décorée de sculptures de Louis Leygue et de Jean Prouvé comme La Grande Hermine.
Par ailleurs, toujours dans l’esprit de souligner les liens étroits qui unissent les deux pays, les matériaux qui ont servi à la construction de l’ambassade viennent à la fois du Canada (bois des portes et chambranles, ainsi que le granit gris du Québec pour les murs extérieurs) et de France (travertin de Saint-Quentin pour les murs du hall, ainsi que le marbre rose de Bourgogne pour l’escalier et la banquette de la galerie).

## Histoire

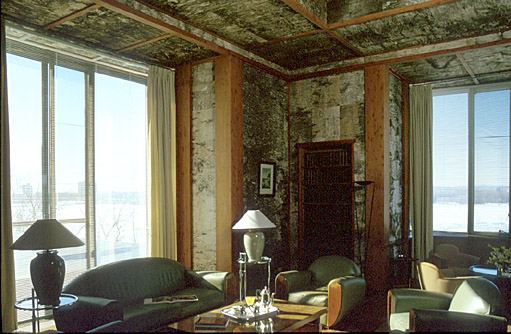
Le fumoir.

En 1928, le Canada devient un État souverain. Alors que la France y envoie sa première délégation diplomatique, installée provisoirement dans des bureaux sur la rue Wellington, le premier envoyé extraordinaire et ministre plénipotentiaire, Jean Knight, se met à la recherche d’un bâtiment susceptible d’abriter les quartiers de la légation. Attiré d’emblée par le quartier manufacturier bordant la rivière des Outaouais, près du Parc de Rockcliffe, il ne trouve malheureusement aucun édifice à vendre et suggère donc au ministère des Affaires étrangères d’acheter un terrain et de le faire bâtir.
En 1930, il propose l’achat de la propriété Blackburn, qui se situe non loin de la résidence du gouverneur général et se trouve reliée au centre-ville par le tramway. À l’issue de longues négociations avec le propriétaire, l’achat est signé entre Arthur Blackburn et le second envoyé extraordinaire de France, Charles-Arsène Henry, le 31 décembre 1931.

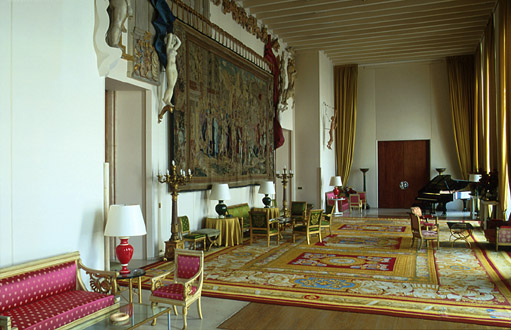
Le grand salon.

Tout comme le choix du terrain, celui de l’architecte engendre de nombreuses discussions entre Paris et Charles-Arsène Henry. Alors que ce dernier souhaite confier le travail à un Canadien qui serait davantage familier avec les conditions climatiques, les habitudes locales et les matériaux utilisés au Canada, le Quai d’Orsay préfèrerait un architecte français. En 1935, un accord est trouvé qui désigne le Français Eugène Beaudouin, secondé par deux collaborateurs montréalais, Marcel Parizeau et Antoine Monette, tous deux diplômés de l’Institut d’Architecture de Paris.
Le 14 juillet 1936, les travaux commencent, en présence du Premier ministre canadien William Lyon Mackenzie King, qui pose la première pierre, et ils se terminent trois ans plus tard. Entretemps, pendant la construction, le domaine de la légation fait l’objet d’une extension considérable jusqu’au rebord de la falaise à la suite de l’achat de la propriété Lemay en 1938 et, au même moment, le gouvernement de l’Ontario fait don du terrain d’alluvion, au bas de la falaise, pour un dollar symbolique.
Le 4 janvier 1939, la légation est inaugurée, en présence de sept cents personnes, parmi lesquelles le gouverneur général, lord Tweedsmuir, et le Premier ministre, M. Mackenzie King. La réalisation reçoit un accueil unanime de la part des Canadiens, qui se réjouissent du résultat final et de l’hommage ainsi rendu à leur pays. La presse, quant à elle, souligne à la fois la prouesse architecturale et décorative du lieu ainsi que le symbole que représente la nouvelle ambassade pour les relations franco-canadiennes :

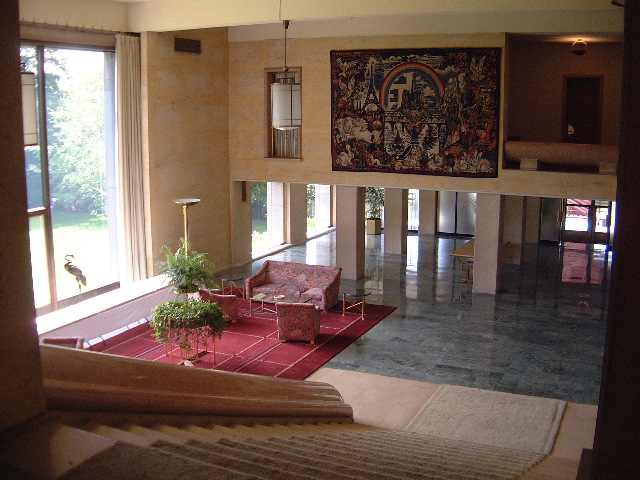
Le grand hall.

« Il n'y a sans doute rien de semblable sur le continent. Comme l'architecture est souvent le vrai miroir de la civilisation, la Légation de France à Ottawa reflète le degré de raffinement intellectuel de la nation française. On peut dire qu'elle reflète également les sentiments de la France pour le Canada : aucun hommage plus précieux ne pouvait en effet être rendu à notre peuple par la République ». (Ottawa Citizen).
« La cérémonie d'aujourd’hui forme un lien nouveau qui nous unira plus intimement à la mère-patrie, berceau de notre civilisation et foyer de notre culture, qui nous a donné la vie du corps et de l’esprit et vers laquelle nous n'avons jamais cessé de tourner nos regards aimants. Elle est une invite à rester de plus en plus fidèle à la civilisation dont nous sommes les héritiers et les gardiens, à la langue douce et forte, aux traditions familiales et religieuses, à l'idéal spirituel qui nous ont été légués et que nous avons le devoir et la mission de perpétuer sur ce continent, dans notre intérêt national et pour la grandeur même du Canada, notre unique patrie » (Le Droit).
Fermée pendant la Seconde Guerre mondiale en septembre 1942, la légation devient l'ambassade de France avec la nomination du premier ambassadeur, Jean de Hauteclocque, le 25 novembre 1944.
C’est à partir de 1951 que l’ambassadeur de France et le Premier ministre canadien deviennent voisins, lorsque Louis St-Laurent fait du 24, Promenade Sussex sa résidence officielle.

## Ambassadeurs de France au Canada
| De                                                     | À    | Ambassadeur                       |
| ------------------------------------------------------ | ---- | --------------------------------- |
| Envoyés extraordinaires et ministres plénipotentiaires |      |                                   |
| 1928                                                   | 1930 | Jean Knight                       |
| 1930                                                   | 1932 | Charles Arsène-Henry              |
| 1934                                                   | 1937 | Raymond Brugère                   |
| 1937                                                   | 1940 | Comte Robert de Dampierre (de)    |
| 1940                                                   | 1942 | René Ristelhueber (de)            |
| Délégués du Comité national français                   |      |                                   |
| 1942                                                   | 1943 | Colonel Philippe Pierrenne        |
| 1943                                                   | 1945 | Gabriel Bonneau                   |
| Ambassadeurs de France au Canada                       |      |                                   |
| 1945                                                   | 1948 | Jean de Hauteclocque              |
| 1948                                                   | 1949 | Francisque Gay                    |
| 1949                                                   | 1955 | Hubert Guérin                     |
| 1955                                                   | 1962 | Francis Lacoste                   |
| 1962                                                   | 1965 | Raymond Bousquet                  |
| 1965                                                   | 1968 | François Leduc                    |
| 1968                                                   | 1972 | Pierre Siraud                     |
| 1972                                                   | 1977 | Jacques Viot                      |
| 1977                                                   | 1979 | Xavier Daufresne de la Chevalerie |
| 1979                                                   | 1981 | Pierre Maillard                   |
| 1981                                                   | 1984 | Jean Beliard                      |
| 1984                                                   | 1987 | Jean-Pierre Cabouat               |
| 1987                                                   | 1989 | Philippe Husson                   |
| 1989                                                   | 1991 | François Bujon de l'Estang        |
| 1992                                                   | 1997 | Alfred Siefer-Gaillardin          |
| 1997                                                   | 1998 | Loïc Hennekinne                   |
| 1998                                                   | 2001 | Denis Bauchard                    |
| 2001                                                   | 2004 | Philippe Guelluy                  |
| 2004                                                   | 2008 | Daniel Jouanneau                  |
| 2008                                                   | 2011 | François Delattre                 |
| 2011                                                   | 2015 | Philippe Zeller                   |
| 2015                                                   | 2017 | Nicolas Chapuis                   |
| 2017                                                   | 2022 | Kareen Rispal                     |
| 2022                                                   | auj. | Michel Miraillet                  |

## Relations diplomatiques
Le Canada et la France entretiennent des relations profondes et riches, ancrées dans des valeurs partagées et issues d’une histoire et d’une langue commune. Les relations diplomatiques entre la France et le Canada ont été officialisées le 4 décembre 1928.
Au sein des Nations unies, de l’Organisation du traité de l’Atlantique nord, du G7 et du G20 ou encore au sein de La Francophonie, la France et le Canada sont des alliés majeurs sur la scène internationale.
Les deux pays entretiennent une collaboration étroite en matière de politique étrangère . France et Canada et partagent une vision commune des relations internationales : engagement envers le multilatéralisme, recherches de solutions constructives aux problèmes de sécurité internationale, protection de l’environnement, et promotion de la démocratie, des droits de la personne, de l’égalité femmes-hommes, de la bonne gouvernance et du développement.
Depuis 2014, ces liens forts entre la France et le Canada se sont matérialisés par de nombreuses rencontres politiques de haut niveau. Premiers Ministres et Présidents se sont ainsi rencontrés pas moins de huit fois, pour commémorer de grands évènements marquants de notre histoire commune (75e anniversaire du débarquement et 100e anniversaire de l’Armistice) ou encore dans le cadre de grands rendez-vous diplomatiques (G7 l’Appel à l’action de Christchurch).
Enfin, la France et le Canada partagent des relations de voisinage au titre de Saint-Pierre-et-Miquelon et ont signé un accord en 1994 qui régit la pêche et la coopération régionale avec les quatre provinces atlantiques du Canada.

## Consulats
Il existe cinq consulats généraux de France au Canada, chacun assisté de consuls honoraires basés à :
- Consulat général à Moncton (Nouveau-Brunswick)
  - Consul honoraire à Halifax (Nouvelle-Écosse)[4]
  - Consul honoraire à Saint-Jean (Nouveau-Brunswick)
  - Consul honoraire à Saint-Jean (Terre-Neuve-et-Labrador)
- Consulat général à Montréal (Québec)[5]
  - Consul honoraire à Rouyn-Noranda (Abitibi-Témiscamingue)
  - Consul honoraire à Sherbrooke (Estrie)
- Consulat général à Québec (Québec)[6]
  - Consul honoraire à Chicoutimi (Saguenay–Lac-Saint-Jean)
  - Consul honoraire à Chandler (Gaspésie)
- Consulat général à Toronto (Ontario)
  - Consul honoraire à Sudbury (Nord de l'Ontario), (Jean-Charles Cachon, 2002-[7])
  - Consul honoraire à Winnipeg (Manitoba), (Bruno Burnichon 2010-2018[8]; Jean-Eric Ghia 2018-[9])
- Consulat général à Vancouver (Colombie-Britannique)
  - Consul honoraire à Calgary (Alberta)
  - Consul honoraire à Edmonton (Alberta)
  - Consul honoraire à Saskatoon (Saskatchewan)
  - Consul honoraire à Victoria (Colombie-Britannique)
  - Consul honoraire à Whitehorse (Yukon)

### Communauté française
Le nombre de Français établis au Canada est estimé à 150 000, dont 60 % dans la région de Montréal. Au 31 août 2022, les 110 002 inscrits étaient ainsi répartis entre les 5 circonscriptions : Montréal : 65 231 • Québec : 17 500 • Toronto : 14 715 • Vancouver : 11 438 • Moncton-Halifax : 1 118.
| 2001   | 2002   | 2003   | 2004   |
| ------ | ------ | ------ | ------ |
| 45 458 | 52 017 | 60 047 | 62 364 |

| 2005   | 2006   | 2007   | 2008   |
| ------ | ------ | ------ | ------ |
| 60 763 | 67 200 | 63 732 | 68 075 |

| 2009   | 2010   | 2011   | 2012   |
| ------ | ------ | ------ | ------ |
| 69 868 | 71 404 | 79 328 | 78 647 |

| 2013   | 2014   | 2015   | 2016    |
| ------ | ------ | ------ | ------- |
| 83 295 | 86 837 | 92 116 | 101 541 |

| 2017    | 2018    | 2019   | 2020   |
| ------- | ------- | ------ | ------ |
| 103 967 | 100 356 | 99 289 | 98 894 |

| 2021   | - | - | - |
| ------ | - | - | - |
| 94 940 | - | - | - |

### Circonscriptions électorales
Depuis la loi du 22 juillet 2013 réformant la représentation des Français établis hors de France avec la mise en place de conseils consulaires au sein des missions diplomatiques et consulaires, les ressortissants français du Canada élisent pour six ans des conseillers des Français de l'étranger dans chacune des circonscriptions suivantes :
1. Vancouver et Calgary : 4 conseillers ;
2. Toronto : 4 conseillers ;
3. Québec : 4 conseillers ;
4. Montréal et Moncton/Halifax : 7 conseillers.

Ces derniers ont trois rôles :
1. ils sont des élus de proximité pour les Français de l'étranger ;
2. ils appartiennent à l'une des quinze circonscriptions qui élisent en leur sein les membres de l'Assemblée des Français de l'étranger ;
3. ils intègrent le collège électoral qui élit les sénateurs représentant les Français établis hors de France. Afin de respecter la représentativité démographique, quatre délégués consulaires sont élus dans la 4e circonscription pour compléter ce collège électoral.

Pour l'élection à l'Assemblée des Français de l'étranger, le Canada était jusqu'en 2014 découpé en deux circonscriptions électorales :
1. Toronto (recouvrant les consulats généraux de Toronto et Vancouver) : 4 sièges ;
2. Montréal (recouvrant les consulats généraux de Moncton et Halifax, Montréal et Québec) : 5 sièges.

Le Canada représente désormais une circonscription électorale dont le chef-lieu est Montréal et qui désigne quatre de ses 18 conseillers consulaires pour siéger parmi les 90 membres de l'Assemblée des Français de l'étranger.
Pour l'élection des députés des Français de l’étranger, le Canada dépend de la 1re circonscription.

## Compléments